# CellGuide
CellGuide（英語: CellGuide, Ltd）は、1999年に設立され、イスラエルのレホヴォトに拠点を置くモバイルデバイス用のGPSソリューションを製造するファブレスGNSS半導体企業。
モバイルデバイス、ワイヤレス、民生用製品、および自動車市場向けの超低消費電力組み込み型ホストベースのGPSソリューションの設計および製造を行う。
CellGuideは、ACLYS GPSチップとホストベースのソフトウェアを提供。ACLYSは、モバイルデバイス上のプロセッサやその他のワイヤレスコンポーネントを活用するように設計されており-160dBmの感度を提供し、要求の厳しい都市環境でも正確なナビゲーションを実現するために独自のナビゲーションアルゴリズムを採用している。電力管理機能により、トラッキングモードで消費電力を10mW未満に削減。また、ACLYSはCellGuideの長期エフェメリス技術と連携して動作し、セルラーネットワークが利用できない場合でも迅速な起動を可能にする。高度なRFCMOSプロセスを使用して、超小型シングルダイGPSソリューションのACLYSチップはモバイルデバイスを対象とした5x5x0.9mmのQFN-32パッケージで提供される。また、大量生産デバイス向けの小型GPSモジュールのRAMONも提供している。

## 買収
- 2013年6月、LucidLogix TechnologiesnがCellGuide[4]を吸収合併。
- 2019年1月、Alphabet[5] がLucidLogix Technologiesn[6]を吸収合併。